# Torres Mayabá
Las Torres Mayabá son dos torres residenciales de México en construcción que cuentan con 111 metros de altura, que lo convierten en el actual edificio más alto de Coatzacoalcos, el quinto edificio más alto del estado de Veracruz, y en el segundo edificio residencial más alto del estado de Veracruz.
Se planeaban terminar de construir en diciembre de 2018 pero se detuvieron las obras. 

## Estructura
- Su altura será de 111 metros con la antena, sin la antena medira 106 (metros) y contará con 25 pisos cada torre.
- El área total del edificio será de 86,4000 m².

## Otros datos
- Se ubicarán en el Malecón Costero, cerca de las Torres Quetzalcoatl.
- Rango:
- En Coatzacoalcos: 1º lugar
- En Veracruz: 5º lugar